# Judith Kirton-Darling
Judith Kirton-Darling, née le 	
2 juin 1977 à Dar es Salam en Tanzanie, est une femme politique britannique, membre du Parti travailliste.
Elle a été élue députée européenne en 2014, puis réélue en 2019. Son mandat s'est terminé le 30 janvier 2020, à la suite du Brexit.

## Jeunesse et études
Judith Kirton-Darling est née le 2 juin 1977 à Dar es Salam (Tanzanie). Elle a fait ses études à Middlesbrough (Angleterre), à Hall Garth Secondary School et à Acklam Sixth Form College. En 1996, elle est admise à l'Université de Sheffield où elle étudie l'histoire et la politique. En 1999, elle valide sa licence avec un Bachelor of Arts (BA). De 2000 à 2001, elle étudie à l'Université de Bath où elle complète un Master universitaire en sciences en Analyse des politiques sociales européennes. Elle effectue une année universitaire à l'étranger à l'Université de Pavie (Italie).

## Carrière
Judith Kirton-Darling commence sa carrière politique en tant qu'assistante de programme pour le Conseil des affaires européennes des Quakers, de 1999 à 2000. Le 18 mai 2011, elle est élue secrétaire confédérale de la Confédération européenne des syndicats. 
Lors des élections européennes de 2014, Judith Kirton-Darling se présente en tant que candidate travailliste dans la circonscription d'Angleterre du Nord-Est. Le parti travailliste gagne la plupart des voix dans la région et elle est élue députée européenne. Le 1er juillet 2014, elle est élue à la Commission du commerce international et à la Commission des pétitions. 
Elle est réélue députée lors des élections européennes de 2019 puis élue whip des députés travaillistes européens. Avec la sortie du Royaume-Uni de l'Union européenne, son mandat prend fin le 30 janvier 2020.
Le 2 juin 2021, IndustriAll Europe (fédération syndicale européenne) annonce son élection en tant que secrétaire générale adjointe pour le mandat 2021-2025.
En 2017, elle reçoit le prix du Commerce international lors de la remise des MEP Awards par le Parliament Magazine.

## Vie privée
Judith Kirton-Darling est une Quaker pratiquante.